# Красник (Костромская область)
Красник — деревня в Антроповском муниципальном районе Костромской области. Входит в состав Антроповского сельского поселения

## География
Находится в центральной части Костромской области на расстоянии приблизительно 8 км на север по прямой от поселка Антропово, административного центра района.

## История
До 2018 года входила в состав Курновского сельского поселения.

## Население
Постоянное население составляло 16 человек в 2002 году (русские 88 %), 7 в 2022.